# 国内人権機関
国内人権機関（こくないじんけんきかん、英語: National human rights institutions、略称: NHRIs）とは、1992年に国際連合人権委員会の決議1992/54に採択され、1993年に国際連合総会決議48/134に拠って承認された国内機構の地位に関する原則（パリ原則）によって規定される、政府から独立した国連加盟国の国民の人権水準の向上のため、政府、議会及び権限を有する全ての機関に対し、人権の促進及び擁護に対するすべての事項について、助言、意見、提案、勧告を行う機関である。現在この原則に従い、世界110か国が相当する国内人権機関を設けているが、日本には未だ存在しない。
国内人権機関はウィーン宣言及び行動計画や障害者権利条約においても言及されている。なお国内機関の地位に関する原則（パリ原則）については法務省もその全文の日本語訳を紹介している。

## パリ原則の概要
国内機関の地位に関する原則は、「権限及び責務」、「構成及び独立性及び多様性の保証」、「活動の方法」、「準司法的権限を有する委員会の地位に関する補充的な原則」の四部で構成されている。
第1部では、「当該国家が締約国となっている国際人権条約と国内の法律、規則及び実務との調和と条約の効果的な実施を促進、確保すること」や学校、大学、職場での人権教育や研究の促進、あらゆる形態の差別、特に人種差別と闘う努力と宣伝をすることなどが規定されている。
第2部では、国内機構の構成とメンバーの任命について、多元的な代表の確保、人権に関するNGOや専門家組織、哲学または宗教思想の潮流、大学及び資格を有する専門家、議会が参加すること、政府の財政的コントロールに服し独立性を損なわれることがないように、充分な財政的基盤を持つことなどが規定される。
第3部では、その活動方法、人権蹂躙を受けやすい集団（特に子ども、移住労働者、難民、身体障害者、精神障害者）の擁護と関連NGOとの関係の発展について明記されている。
第4部では、個別の状況に関する申し立てないし申請を審理し検討する権限と、調停と救済を教示し、その利用を促進することが記されている。